# ナラガシワ
ナラガシワとはブナ科の植物の一種。学名Quercus aliena。別名カシワナラ。
本州の岩手・秋田県以南、四国、九州、朝鮮半島、台湾、中国、東南アジア、ヒマラヤに分布する落葉高木。雌雄同株で開花期は4月頃。雄花序は垂れ下がった形で雄花は薄緑色、雌花序は新しい枝の上部の葉腋につく。
木材の用途は、器具材、炭材など。

## 種内変異
- 変種

ツクシオオナラ   Quercus aliena var. acutiserrata
アオナラガシワ　 Quercus aliena var. pellucida
- 交雑種

ナラミズガジワ  Quercus x alienocrispula 　ミズナラとの交雑種　シノニムQuercus x paucilepis nothovar. naramizugashiwa
チョウセンコナラ  Quercus x maccormickii 　カシワとの交雑種
オオバコナラ  Quercus x major コナラとの交雑種